# Midtown Madness 3
Midtown Madness 3 ist ein Open-World-Rennspiel, das von Digital Illusions CE entwickelt und 2003 von Microsoft für Xbox veröffentlicht wurde. Es ist der Nachfolger zu Midtown Madness 2 und der letzte Teil innerhalb der Midtown-Madness-Computerspielserie.

## Spielprinzip
Befahren werden kann Paris und Washington, D.C. wobei der Spieler verdeckte Überwachungen durchführt und dafür zur Tarnung Aufträge absolviert, die von Botengängen, Taxifahrten bis hin zu Verfolgungsjagden mit der Polizei reichen. Zudem führt man als Autoverkäufer Sportwagen vor oder verdient sich als Stuntman. Alternativ sind Einzel- oder Zeitrennen möglich. An einer Konsole können zwei Spieler gleichzeitig spielen, im Netzwerkmodus bis zu 8.

## Rezeption
Die Karriereaufgaben wiederholen sich teils, doch sorgen viele versteckte Extras für Unterhaltung. Im Mehrspielermodus blühe das Spiel auf. Die Bildrate sei stets stabil. Die Autos werden recht grob dargestellt und die Texturen wirken unscharf. Dafür werde jedoch eine komplette Stadt mit zahlreichen Details dargestellt. Das Tearing sei jedoch problematisch. Es sei knapp besser als das vergleichbare Midnight Club II. Die Zugänglichkeit sei durch den einsteigerfreundlichen Schwierigkeitsgrad und die unkomplizierte Steuerung sehr hoch. Die beiden Städte seien durch die unterschiedlichen Jahres- und Tageszeiten und die Passanten abwechslungsreich.